# 사구체주머니
보먼 주머니(영어: Bowman's capsule 또는 Bowman capsule) 또는 사구체 주머니(絲球體-, 영어: capsula glomeruli, glomerular capsule, 토리 주머니, 사구체낭)는 모세혈관이 뭉친 덩어리인의 사구체를 감싸고 있는 두 겹으로 이루어진 주머니를 말한다. 사구체와 직접 접하고 있는 내엽은 매우 얇고, 외엽은 비교적 두껍다. 내엽과 외엽 사이에는 공간이 있어 사구체를 통해 여과된 물질이 이 공간을 거쳐 외엽과 연결된 세뇨관으로 이동한다. 이 때 생성된 뇨를 '원뇨'라고 한다. 단백질이 분해되며 나온 암모니아가 간을 거쳐 만들어진 요소가 흡수되는 곳이다.

## 동의어
보먼주머니, 사구체주머니, 토리주머니, 사구체낭,

## 같이 보기
- 신장
- 네프론
- 세뇨관
- 말피기 소체